# Balthasar Hager
Balthasar Hager oder Johannes Hager (auch Johannes Balthasar Hager; * 1572 in Überlingen; † 9. März 1627 in Würzburg) war ein deutscher Jesuit und Kontroverstheologe.

## Leben
Hager studierte zunächst an der Universität Würzburg. Am 14. August 1593 trat er in den Jesuitenorden ein und 1594 wurde er an der Universität Mainz zum Magister der Philosophie graduiert. Von 1598 bis 1600 war er an der Artistenfakultät der Mainzer Universität Professor für Rhetorik und Humaniora, in den Jahren 1608 und 1609 Professor für Philosophie und aristotelische Physik an der Würzburger Universität.
Hager wurde 1611 Rektor des Mainzer Jesuitenkollegs. In seiner Mainzer Zeit erhielt er an der dortigen Universität 1612 den theologischen Bakkalaureusgrad und wurde 1614 zum Dr. theol. promoviert. Im selben Jahr wurde er in die Theologische Fakultät aufgenommen. 1621 kam er als Rektor an das Jesuitenkolleg in Heiligenstadt, 1624 schließlich als Rektor an das Jesuitenkolleg Würzburg.

## Werke (Auswahl)
- Wiederlegung deß kurtzen, aber nicht Schrifftmässigen Berichts Abrahami Sculteti, Von den vermeinten Götzenbildern, Und deren Außmusterung auß der Königlichen Schloßkirchen zu Prag, Albin, Mainz 1620.
- Calvinische Gottsdieberey oder Rettung der Ehr Gottes in Verehrung der heyligen Bildern, 3 Bände, Stroheckher, Mainz 1623.
- Kleiner wegweiser zum wahren glauben, Gualteri, Aschaffeburg 1624.
- Collatio Confessionis Avgvstanae Et Oecvmenici Concilii Tridentini Cvm Verbo Dei, Vollmar, Würzburg 1627.